# Pont de la Concorde

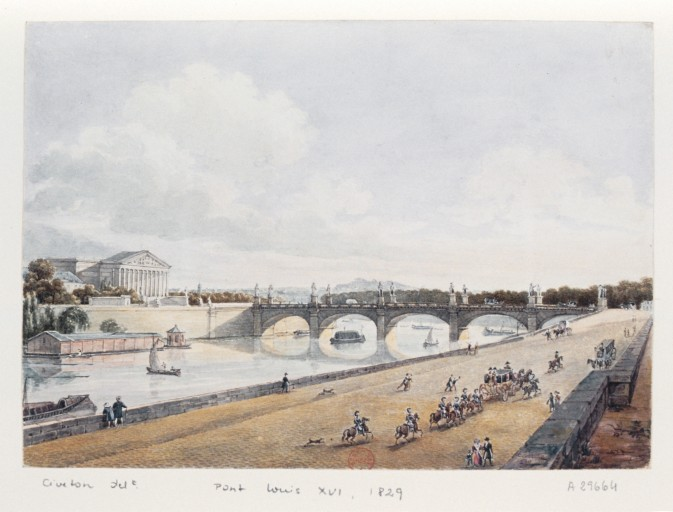
Widok mostu w czasach Restauracji

Pont de la Concorde (tłum. most zgody) – most łukowy łączący dwa brzegi Sekwany między bulwarami Tuileries (prawy brzeg) i Orsay w Paryżu, we Francji.
Budowa mostu w tym miejscu była uwzględniona w planach rozwoju miasta od 1725 roku, tj. od momentu zakończenia prac nad placem Ludwika XV (dziś Place de la Concorde). Jednak dopiero w 1787 roku Ludwik XVI zlecił wykonanie mostu Jeanowi Perronetowi i Danielowi Trudaine’owi. Prace trwały pomimo wybuchu rewolucji francuskiej. Nowe władze Paryża zarządziły zmianę projektowanej nazwy przeprawy na Pont de la Révolution oraz symboliczne wykorzystanie przy jego budowie kamieni z rozbiórki Bastylii.
W 1810 roku Napoleon Bonaparte zlecił zmianę stylu ozdób mostu, na którym pojawiło się 8 posągów generałów z czasów rewolucji i Cesarstwa, którzy zginęli na polu walki. W czasie Restauracji figury te zostały usunięte i zastąpione posągami osobistości czasów przedrewolucyjnych – czterech słynnych ministrów Colberta, Richelieu, Sugera oraz de Sully’ego, czterech dowódców wojskowych Bayarda, du Guesclina, Wielkiego Kondeusza i de Turenne’a, wreszcie czterech marynarzy: Duguaya-Trouina, Duquesne’a, Suffrena i Tourville’a. Przy budowie tego imponującego kompleksu rzeźb kierowano się jednak bardziej względami ideowymi niż technicznymi; przeciążały one poważnie most i w 1830 roku musiały zostać przeniesione do Wersalu. Restauracja przywróciła również mostowi imię Ludwika XVI, które ponownie zmieniono po 1830 roku, tym razem na nazwę obecną.
W latach 1930–1932 most został poszerzony (z pierwotnych 14 metrów do 35) i wzmocniony ze względu na to, że stał się najbardziej obciążoną przeprawą przez Sekwanę. Kierujący przebudową inżynierowie Deval i Malet zachowali jednak klasycystyczny styl oryginału.